# Nowon-gu
Nowon-gu es un distrito residencial de Seúl, Corea del Sur, se encuentra en la parte noreste de la ciudad metropolitana. Tiene la mayor densidad de población en Seúl, con 619.509 personas que viven en la zona de 35,44 kilómetros².

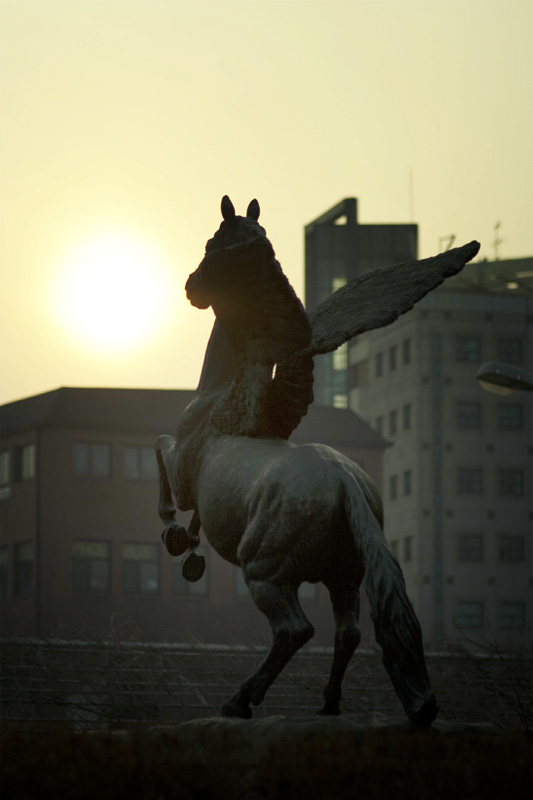
Universidad Kwangwoon

Distrito Nowon (y Seúl) está rodeada por las montañas Suraksan y Bukhansan, en el noreste. El Jungnangcheon (o Jungnang Stream) fluye a través de la parte occidental de Nowon.
Las Líneas Gyeongchun y Gyeongwon de Ferrocarriles Nacionales Coreanos y las líneas de Metro de Seúl de cuatro, seis y siete pasan por Nowon Distrito.
En el distrito de Nowon están situadas numerosas instituciones educativas, como la Universidad Sahmyook, la Academia Militar de Corea, Sejong Escuela Secundaria de Ciencias de la Universidad Nacional de Seúl de Tecnología de la Universidad Induk y la Universidad de Mujeres de Seúl. El gran número de escuelas, universidades y hagwon han dado al "gu" la reputación de ser el llamado "distrito educativo" en el norte de Seúl, al igual que de Gangnam-gu y Seocho-gu en el sur de Seúl.

## Divisiones administrativas
- Gongneung-dong (공릉동 孔陵洞)
- Hagye-dong (하계동 下溪洞)
- Junggye bon-dong (중계본동 中溪本洞)
- Junggye-dong (중계동 中溪本洞)
- Sanggye-dong (상계동 上溪洞)
- Wolgye-dong (월계동 月溪洞)